# 己亥迫害
己亥迫害（：／ Gihae Bakhae ?）舊稱己亥邪獄（：／ Gihae Saok ?），是朝鮮宪宗時期政府於1839年迫害天主教的事件。

## 背景
1801年辛酉邪狱开启了朝鲜王朝迫害、肃清天主教徒的先河，一改朝鲜正祖年间放任天主教“自起自灭”的态度，以镇压天主教为国策。但是，辛酉邪狱有时僻党争因素，镇压天主教只是僻派夺权口实，所以适可而止，并未持续，朝鲜天主教很快恢复与发展。时派的安东金氏势道政治时代，没有改变镇压天主教的国策，但氛围宽松。朝鲜教会继续在地下发展教徒，1831年，教宗額我略十六世宣布朝鲜教会与北京教区分离，成立独立的朝鲜教区。1836年，法国传教士皮埃尔·菲利贝尔·莫邦（Pierre Philibert Maubant，羅伯多祿）在朝鲜教徒的接应下渡过鸭绿江入朝，朝鲜始有欧洲传教士（此前有两位华人传教士周文谟和刘方济），当时朝鲜的传教士都来自法国巴黎外方传教会。
道光十四年（1834年，纯祖三十四年）十一月，朝鲜纯祖薨，八岁的世孙李奂即位，为朝鲜宪宗，大王大妃金氏（纯元王后）垂帘听政。纯祖生前将辅佐世孙（宪宗）重任托付给赵寅永。纯祖托孤之事在正史中没有明确记载，但仍可得到印证，比如宪宗在赵寅永上疏中的批示和纯元王后金氏的讲话。道光十五年（1835年，宪宗元年）以后，赵寅永历任吏曹判书、奎章阁提学、水原留守、礼曹判书、户曹判书等要职。他以“卫正斥邪”标榜，大力弘扬“正学”即性理学。早年热衷于金石学等考据学（汉学），又坚持程朱理学正统（宋学） ，因此被称“汉宋折衷论”。宪宗初年，丰壤赵氏与安东金氏势力均衡，明争暗斗。安东金氏对天主教宽容，丰壤赵氏遂祭起“卫正斥邪”的大旗。

## 过程
道光十九年（1839年，宪宗五年），赵万永、赵寅永为首的丰壤赵氏掀起镇压天主教的己亥邪狱，这年春开始搜捕各地天主教徒并处死，最早进入朝鲜的三名法国传教士洛朗-约瑟夫-马吕斯·伊姆贝尔（Laurent-Joseph-Marius Imbert，范世亨，朝鲜教区主教）、雅克·奥诺雷·沙唐（Jacques Honoré Chastan，鄭牙各伯）、皮埃尔·菲利贝尔·莫邦（Pierre Philibert Maubant，羅伯多祿）同时殉教。七月实行“五家作统法”，十月十八日以宪宗名义颁布由赵寅永撰写的《斥邪纶音》。三天后，赵寅永拜相，授议政府右议政。领议政和左议政长期空缺，他成为实际上唯一的宰相，丰壤赵氏的声望和势力压倒安东金氏，确立了自己势道政治的地位。他对朝鲜宪宗和纯元王后阐述自己的施政理念对陶山书院、华阳书院等多家著名书院施以特典，对前代名儒宋稚圭、吳熙常等赐谥号，征召和起用“山林”儒士洪直弼、金邁淳等人，以此达到弘扬“正学”的目的。 

## 事后
法国于1846年因法国传教士被杀为由问责朝鲜，法国舰队司令让-巴蒂斯特·塞西耶（Jean-Baptiste Cécille，一译瑟西耳）因不熟悉朝鲜海岸在忠清道洪州外烟岛留下一封致朝鲜宰相的书信后离开，这是朝法之间最早的外交文书。1847年，奥古斯丁·德·拉皮埃尔（Augustin de Lapierre，一译拉别耳）率领法国舰队以迫害传教士为由前往越南，炮轰沱㶞（岘港），随后北上朝鲜接收回信，在古群山岛触礁，无功而返。 1848年法国相继发生革命和政变，政局动荡，无暇顾及远东。